# Projet de réforme des retraites en France en 2020
Le projet de réforme des retraites de 2020 en France est un projet de loi porté par le gouvernement Philippe visant à refondre en profondeur le système de retraite français. Cette réforme est pour partie dans le programme électoral du président de la République, Emmanuel Macron, qui s'est inspiré d'économistes français favorables aux retraites par points. Elle repose sur la promesse de ne toucher ni à l'âge de départ ni au montant des pensions. Ce projet de réforme propose trois transformations principales : l'institution d'un régime de retraite dit « universel » remplaçant les 42 systèmes existants ; la mise en relation directe théorique du montant de la retraite avec les cotisations versées (système à points) ; la mise en place de mesures ayant pour but affiché d'améliorer les retraites des plus défavorisés s'ils font une carrière complète.
Par rapport aux réformes précédentes (1993, 2003, 2010, 2013) de nature « paramétrique », c'est-à-dire visant à ajuster le système existant, la réforme de 2020 vise à remettre à plat un système de retraite supposément devenu progressivement inadapté (réforme systémique) et s'inscrit dans un mouvement qui a débuté il y a une vingtaine d'années.
Le chantier est engagé avec la nomination en septembre 2017 de Jean-Paul Delevoye comme Haut-commissaire à la réforme des retraites ; en juillet 2019, ce dernier remet au Premier ministre un rapport de préconisations devant inspirer le projet de loi.
Les objectifs annoncés de la réforme sont de simplifier un système complexe, de le rendre plus juste et de faciliter son adaptation aux changements structurels (croissance, rapport actifs/retraités…), afin de pouvoir maintenir dans le futur un équilibre des entrées et des sorties. Proche de l'équilibre en 2018 (déficit de 2,9 milliards d'euros), les comptes pourraient se dégrader jusqu'à un montant plafond en 2030 compris entre 7,9 et 17,2 milliards d'euros.
La réforme rencontre une forte opposition pendant des mois de grèves et manifestation de la part des principaux syndicats et qui se renouvellera lors du mouvement social de 2023. La contestation porte en grande partie sur le report de l'âge de départ à la retraite à taux plein (64 ans au lieu de 62 ans), la remise en cause des avantages des fonctionnaires et des adhérents des régimes spéciaux, et l'instauration d'un système à points jugé inégalitaire. Les négociations entreprises avec maintes catégories professionnelles (policiers, personnel navigants, etc.) mettent au jour les ambiguïtés du terme universel revendiqué par la réforme. En effet dans ce cas, s'il indique que le nouveau régime s'applique à tous, cela n'implique pas que tous soient soumis aux mêmes règles. Dans un avis, le Conseil d'État préfère parler d'un système universel de retraite par points composé de régimes différenciés.
Le 16 mars 2020, Emmanuel Macron annonce la suspension de cette réforme avec la prise de mesures de confinement dans le cadre de la pandémie de Covid-19. Élisabeth Borne présente un nouveau projet de réforme des retraites en janvier 2023.

## Contexte

### Une retraite par répartition
En France, le système de retraite est fondé pour l'essentiel sur le principe de la répartition, les cotisations sociales des actifs servant à payer les pensions versées aux retraités. La retraite par répartition met donc en œuvre un principe de solidarité intergénérationnelle. Le montant de la pension prend en compte principalement la durée d'activité, le niveau de revenus ainsi que d'autres facteurs. Le système de retraite par répartition s'oppose à la retraite par capitalisation, dominante dans d'autres pays et qui repose sur l'effort d'épargne individuelle (en France la retraite par capitalisation a un rôle très faible). Mais, pour être équilibré, un tel système nécessite que le montant de l'ensemble des cotisations versées par les actifs soit, d'une manière ou d'une autre, ajusté en continu au montant des pensions versées. Or, plusieurs facteurs ont, au cours des dernières décennies, bouleversé ces équilibres : élévation du taux de chômage, ralentissement de la croissance économique, allongement de la durée de vie et faiblesse de la croissance démographique.

### Poursuite des débats
Les réformes successives des retraites n'ont pas épuisé les débats sur la pérennité du système dans le long terme.
Pour sa part, l’économiste Frédéric Bizard théorise dans son ouvrage Protection sociale : pour un nouveau modèle la sortie du modèle corporatiste et l’instauration d’un régime universel de retraite à points. Cette idée d'un système par points est retenue par Emmanuel Macron et Jean-Paul Delevoye, Haut-commissaire à la réforme des retraites. Toutefois, selon Christiane Marty (chercheuse, membre de la fondation Copernic), dans un article paru dans Le Monde diplomatique, « Une autre option — qui avait la préférence d'Emmanuel Macron — avait été envisagée au départ : le régime en comptes notionnels, comme en Suède. Les cotisations sont versées sur un compte individuel. Au moment du départ, le montant accumulé est revalorisé (selon le taux de croissance du revenu d’activité moyen), puis il est divisé par l’espérance de vie restante en théorie, qui varie selon la classe d’âge. Ainsi, des personnes prenant leur retraite à 65 ans et appartenant à une classe d’âge dont l’espérance de vie estimée est de vingt ans verront le montant de leurs droits acquis — et donc le niveau de leur pension annuelle — divisé par vingt ; si elle est de vingt-cinq ans, il sera divisé par vingt-cinq, , etc. Plus l’espérance de vie est élevée, plus la pension sera faible. La somme des pensions perçues pendant la retraite s’approche ainsi encore plus de la somme des cotisations versées, donc d’une pure contributivité. »
Un autre thème de débat récurrent est celui de l'âge légal de départ à la retraite.
En octobre 2018, Delevoye annonce vouloir maintenir l'âge de départ à la retraite à 62 ans, tout en assurant une flexibilité, une « souplesse aux Français pour choisir la date de leur départ et faire en sorte qu’ils puissent le faire de façon éclairée et informée ». Les réactions sur le sujet ont recréé les conditions d'un débat. Ainsi, l'organisation patronale du MEDEF a déclaré vouloir inciter les français à travailler plus longtemps que cela, au cas où l'âge de la retraite restait à 62 ans. A contrario, la CFDT a jugé qu'il était « hors de question, sous quelque forme que ce soit, de repousser » cet âge légal de départ à la retraite, et qu'il fallait plutôt se concentrer sur le renforcement du « droit à partir plus tôt en retraite » en lien avec la pénibilité du travail.
Pour Christiane Marty, la réforme envisagée ne prend pas suffisamment en considération les espérances de vie inégales : « Ainsi, les ouvriers meurent en moyenne six ans plus tôt que les cadres. Le niveau de revenu joue également un rôle : les 5 % les plus aisés ont une espérance de vie supérieure de treize ans à celle des 5 % les plus pauvres chez les hommes, et de huit ans chez les femmes. Si le calcul du point intègre aussi l’espérance de vie, le système opérera une forte redistribution des ouvriers vers les cadres, et des bas revenus vers les hauts revenus.[Information douteuse] »

### Des régimes multiples aux caractéristiques hétérogènes
En 2019, le système de retraite par répartition français se caractérise par l'existence de 18[réf. nécessaire] caisses de retraite, correspondant le plus souvent à un découpage par branche avec des régimes parfois très différents (modalités de financement et prestations). On distingue trois grandes catégories de régimes :
- les régimes généraux, qui appliquent des règles communes pour le calcul des droits à la retraite. Il s'agit du régime général des salariés du privé (qui gère 80 % des retraités, soit 14,2 millions de personnes fin 2017), le régime des salariés agricoles (2,5 millions de personnes) et le régime des indépendants, artisans et commerçants (2 millions de personnes) ;
- les régimes spéciaux, aujourd'hui au nombre de 23 selon le ministère du travail, qui existaient avant la création de la Sécurité sociale (1945) et qui appliquent des règles de calcul de droits à la retraite différents du régime général (âge minimal de la retraite, base de calcul du montant de la retraite, durée de cotisation…). Ces régimes comprennent les régimes de la fonction publique de l’État (2,3 millions de retraités) et une dizaine d'autres régimes professionnels, dont EDF, GDF, la SNCF, la RATP, le régime des mines (qui concerne les mineurs), celui des marins et celui de la Banque de France (1 million de retraités en tout)[6] ;
- les caisses de retraite complémentaire, au nombre de cinq[réf. nécessaire] (correspondant à un découpage sectoriel : salariés du privés, salariés agricoles, fonctionnaires…), qui versent un montant complémentaire, calculé sur la base d'un système de points, qui vient s'ajouter à la retraite du régime de base obligatoire[7].

97 % des assurés sont affiliés à plus d'un régime de retraite de base ou complémentaire, générant une complexité de gestion et une absence de lisibilité du système : sont assurés à 2 régimes 36 % des cotisants, 3 régimes 28 %, 4 régimes 18 %, 5 régimes 11 %, 6 régimes ou plus 4 %.

### Part importante de versements découlant d'une logique de solidarité
Les pensions versées ne reposent pas uniquement sur le montant des cotisations, l'âge et la durée du travail : celles versées relevant d'une logique de solidarité représentent un quart des dépenses.
Les dispositifs de solidarité individuels représentent 47 milliards annuels, soit 16 % du total des sommes versées, et concernent 93 % de tous les retraités. En font partie :
- les minima de pensions (7,7 milliards d'euros) ;
- les majorations pour trois enfants et plus (8 milliards d'euros) ;
- la compensation des périodes non travaillées : chômage, maternité, maladie, invalidité, service militaire (10,1 milliards d'euros) ;
- les retraites anticipées : mères de trois enfants dans la fonction publique, policiers, militaires et pompiers (10,3 milliards d'euros) ;
- les dispositifs pour carrières longues, 21 % des départs (1,3 milliard €).

Par ailleurs, des transferts sont opérés entre le régime général excédentaire et les régimes généraux déficitaires du fait du déclin démographique des cotisants (7,9 milliards € en 2015) : Mutualité sociale agricole, Sécurité sociale des indépendants (commerçants, artisans, professions libérales), Caisse autonome nationale de la sécurité sociale dans les mines (salariés des mines).

### Régimes spéciaux de retraite
Enfin, les financements publics compensent de manière importante les déficits des régimes spéciaux : ils représentent ainsi, en 2017, 62 % des ressources du régime de retraite à la SNCF, 59 % des ressources de celui de la RATP et 28 % de celui des IEG (EDF, GDF…). Ces subventions relèvent en partie seulement de la solidarité (déséquilibre démographique), le solde correspondant à des droits spécifiques non financés par les cotisations (départ à la retraite précoce, niveau des pensions…) : la subvention pour déséquilibre démographique était en 2017 par exemple de 0,1 milliard € à la RATP (subvention totale 0,7 md €), à la SNCF 2,2 mds € (subvention totale 3,3 mds €) et à EDF/GDF de 0,8 md € (1,5 md €).
Les régimes spéciaux ne concernent qu'une petite part de la population (moins de 4 %).

### Financement principalement contributif
Les ressources du système de retraite représentent en 2018 un montant de 322,4 milliards d'euros, soit 13,7 % du PIB. L'essentiel de ces ressources est contributif c'est-à-dire fourni par les cotisations salariales et patronales (80,3 %). Cette part a toutefois tendance à diminuer (-10% entre 1987 et 2018) au profit des ressources externes et de transferts : impôts et taxes affectés, transferts depuis d'autres branches de la Sécurité sociale, prise en charge directe dans le budget de l’État. Ces évolutions résultent de plusieurs phénomènes : abaissement des cotisations patronales pour réduire le coût du travail afin de favoriser l'emploi, financement de certains dispositifs de solidarité (minimum vieillesse…) par le Fonds de solidarité vieillesse (créé en 1993), financement par la CSG créée en 1994, forfait social (taxe sur l'épargne salariale) à compter de 2009. L'origine des financements varie fortement branche par branche. On peut distinguer trois catégories de régime :
- les régimes de retraite où la part des cotisations est prépondérante : le régime de base des professions libérales CNAVPL (94 %), les régimes complémentaires AGIRC-ARRCO (85 %), IRCANTEC (85 %) et celui d'autres professions libérales (75 %). Ces derniers financent le reliquat à l'aide des produits financiers de réserves accumulées par le passé. C'est également le cas des régimes gérés par l'État employeur (99 %) dans la mesure où on fait le choix conventionnel de considérer l'ensemble de ce financement comme une cotisation ;
- les régimes de base où les cotisations sont minoritaires :
  - certains de ces régimes sont financés principalement par des subventions d'équilibre versées par l’État : SNCF et RATP (60 %), régime des mines (82 %),
  - les régimes de catégories professionnelles aux démographies déséquilibrées. Par exemple, le régime des salariés et non salariés agricoles est financé par transfert de compensation démographique (40 %). Ce financement est complété de manière importante par les ITAF (37 % pour le régime de base) ;
- le régime de base des salariés du privé (CNAV) (intégrant celui des indépendants depuis 2018 ex RSI) a un financement diversifié. Les cotisations représentent 65 %, les ITAF 11 % (destinés principalement à compenser l'allégement des cotisations patronales et l'intégration du régime des indépendants), le Fonds de solidarité vieillesse (13 %) et les transferts de la branche famille assurent l'essentiel du solde.

| Ressource                                                                                           | Montant     | Pourcentage | Détail                                                   |
| --------------------------------------------------------------------------------------------------- | ----------- | ----------- | -------------------------------------------------------- |
| Cotisations salariales et patronales                                                                | 259 Mds €   | 80,3 %      |                                                          |
| dont contributions de l'État en tant qu'employeur                                                   | 40 Mds €    | 12,4 %      |                                                          |
| dont contributions salariales et patronales du privé et contributions salariales des fonctionnaires | 219 Mds €   | 67,9 %      |                                                          |
| Impôts et taxes affectés                                                                            | 37,3 Mds €  | 11,6 %      | CSG, TVA, C3S, Taxe sur les salaires                     |
| dont CSG                                                                                            | 12,9 Mds €  | 4 %         |                                                          |
| Subventions d'équilibre                                                                             | 10,3 Mds €  | 3,2 %       | Financement des régimes de retraite déficitaires (SNCF…) |
| Transferts depuis d'autres branches de la Sécurité sociale                                          | 13,2 Mds €  | 4,1 %       | CNAF, UNEDIC (droits durant les périodes de chomage)     |
| Fonds pénibilité                                                                                    | 2,6 Mds €   | 0,8 %       |                                                          |
| TOTAL                                                                                               | 322,4 Mds € | 100 %       |                                                          |

## Évolution du système de retraite depuis sa création
La réforme proposée en 2019 est étroitement liée à la genèse et à l'évolution particulièrement complexe du système de retraite français.

### Mise en place de l'assurance vieillesse

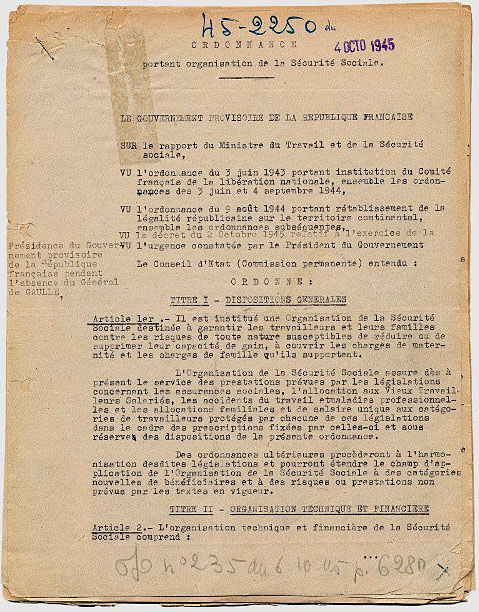
Texte des ordonnances de 1945 créant les trois branches de la Sécurité sociale avec ses trois branches : famille, maladie et retraite.

Généralisé au lendemain de la Seconde Guerre mondiale, le système de retraite français présente initialement un paysage particulièrement hétérogène. Le régime général de retraite (assurance vieillesse), mis en place par les ordonnances d'octobre 1945, qui créent la Sécurité sociale (avec ses branches famille, maladie et retraite), est un système par répartition. La pension versée est proportionnelle à la durée de cotisation, avec toutefois une retraite minimum qui ne dépend pas du montant cotisé (allocation sous conditions de ressources). L'assurance vieillesse, contrairement à la branche maladie et surtout à la branche famille, est très loin d'être générale et est assurée par une mosaïque de régimes pour différentes raisons. Les pensions versées sont très faibles et les salariés qui bénéficient de régimes de retraite plus anciens refusent de rentrer dans le régime général, préférant leurs régimes dits « spéciaux ». La gestion de la retraite des salariés agricoles est confiée à la Mutualité sociale agricole. Les travailleurs indépendants (commerçants, artisans et professions libérales) qui souhaitent cotiser le moins possible créent des régimes particuliers. Finalement, le principal impact de la création de l'assurance vieillesse est la généralisation du système de retraite et la création de caisses de retraite administrées par des conseils élus par les travailleurs.

### Création et généralisation des régimes complémentaires
Les cadres souhaitent créer leur propre régime spécial de retraite mais ils n'obtiennent que la création d'un régime complémentaire du régime de base auquel ils doivent continuer à cotiser. Ce régime complémentaire, l'AGIRC, créé à la suite de l'accord du 14 mars 1947, innove à plus d'un titre : c'est un régime interprofessionnel (qui couvre des salariés de toutes les branches), il a recours à un système de points pour établir le montant des droits à la retraite et sa gestion est assurée de manière paritaire. Dès sa création, et bien qu'ils n'aient jamais cotisé, il sert une retraite aux cadres retraités dont l'épargne retraite s'est volatilisée sous les coups de l'inflation qui avoisine les 50 % entre 1945 et 1948. Ce régime de retraite devient une référence d'autant plus qu'il va bénéficier de la hausse rapide des salaires au cours de la période des Trente Glorieuses (1946-1975), du gonflement des effectifs des cadres et de la poussée démographique (baby boom) qui lui permet de servir des pensions généreuses.
Le succès de l'AGIRC suscite la création d'une multitude de régimes complémentaires au niveau des entreprises ou des branches professionnelles pour les salariés non cadres, créant une situation dangereuse à moyen terme (évolution démographique des professions) et inégalitaire. Après une première tentative d'unification, un accord entre partenaires sociaux aboutit à la création en 1961 de l'ARRCO qui a vocation à coordonner, standardiser et piloter les régimes complémentaires des non cadres, qui seront finalement fusionnés le 1er janvier 1999 dans un régime unique. Entre-temps, l'adhésion à un régime complémentaire est étendue à l'ensemble des salariés du régime général par une loi passée en 1972. Certains régimes de branche (banques, assurances, personnels des organismes de Sécurité sociale, une partie des salariés agricoles, personnels au sol d’Air France) y échappent provisoirement, mais ils s'intégreront finalement à l'AGIRC/ARRCO en 1994. L'IRCANTEC, régime complémentaire pour les employés du secteur public non titulaires, est créé en 1971 par fusion de deux régimes plus anciens. Les professions indépendantes créent leur propre régime complémentaire. Finalement seuls les régimes spéciaux (SNCF, RATP, EDF, GDF, Banque de France, Marins…) demeurent sans régime complémentaire.

### Petit paradis de la retraite
Les retraités formaient, au lendemain de la Seconde Guerre mondiale, une classe de la population particulièrement défavorisée sur le plan des revenus. La mise en place progressive de la pension de base et des retraites complémentaires permet d'améliorer cette situation. Ces versements sont complétés par différents dispositifs bénéficiant généralement aux populations les plus défavorisées : minimum vieillesse (1956), relèvement du montant de la retraite de base (1971), cotisation obligatoire des cadres à l'ARRCO aux retombées positives pour les non-cadres (1973), alignement du régime de base des artisans/commerçants sur celui plus favorable du régime général (1973). Par ailleurs, la croissance économique et le boom démographique, qui favorisent l'accroissement des pensions, combiné à l'allongement de l'espérance de vie en bonne santé, ont radicalement transformé les conditions de vie de la majorité des retraités à l'issue des Trente Glorieuses (1946-1975).

### Temps des réformes

#### Contexte: essoufflement de l'économie et infléchissement démographique
| Pays         | 1950 | 1975 | 2000 | 2015 | 2025 | 2050 | 2075 |
| ------------ | ---- | ---- | ---- | ---- | ---- | ---- | ---- |
| France       | 19,5 | 24,5 | 27,3 | 33,3 | 40,9 | 52,3 | 55,8 |
| Allemagne    | 16,2 | 26,5 | 26,5 | 34,8 | 41,4 | 59,2 | 63,1 |
| Italie       | 14,3 | 21,6 | 29,2 | 37,8 | 45,6 | 72,4 | 67   |
| Suède        | 16,8 | 26,3 | 29,5 | 33,8 | 38,2 | 45,5 | 51,6 |
| États-Unis   | 14,2 | 19,7 | 20,9 | 24,6 | 32,9 | 40,3 | 49,3 |
| Moyenne OCDE | 13,9 | 19,5 | 22,5 | 27,9 | 35,2 | 53,2 | 58,6 |

Alors même que les conditions de vie des retraités atteignent leur zénith, l'essoufflement de la croissance économique commence à fragiliser le système de répartition à compter de 1973 (année du premier choc pétrolier), système à la base du fonctionnement du système de retraite français. L'économie dirigée qui avait été efficace pour reconstruire le pays se révèle inadaptée dans une économie désormais ouverte à l'Europe et au monde. Les années 1980 et 1990 se caractérisent par une croissance plus faible et l'apparition du chômage, facteurs qui pèsent sur les cotisations. Le déséquilibre est aggravé par des mesures favorisant les retraites anticipées dans l'espoir, non concrétisé, de favoriser l'emploi des jeunes, puis par la décision d'abaisser l'âge de la retraite à 60 ans (lois Auroux de 1982) dans le même objectif. À compter des années 2000, la proportion du nombre de retraités par rapport au nombre d'actifs augmente rapidement avec le départ à la retraite des premières générations du baby boom, alors que des générations plus creuses arrivent sur le marché du travail. L'évolution du ratio actifs/retraités impose la recherche de nouvelles ressources ou l'évolution des conditions de calcul des cotisations.
Le système général de retraite mis en place est mal adapté à ce contexte car il n'incorpore pas de dispositifs automatiques permettant de l'ajuster aux évolutions structurelles économiques et démographiques. Les gouvernements successifs vont prendre des mesures au coup par coup pour faire face à cette dégradation du rapport entre cotisations et pensions en faisant appel à plusieurs leviers : l'élévation de l'âge de départ à la retraite, l'accroissement de la durée de cotisations, l'augmentation des cotisations, la diminution des pensions réelles versées ou la prise en charge du déficit du régime général de retraite, soit par l'emprunt, soit par l'affectation de ressources fiscales indirectes.

#### Rapport Rocard (1991)
En 1991, le Premier ministre, Michel Rocard, fait publier un livre blanc sur les retraites car le départ à la retraite des générations du baby boom (à compter de 2004) se profile et menace l'équilibre financier de l'assurance vieillesse. Pour la première fois, le rapport comporte une projection à l’horizon 2040 de l’ensemble des régimes et fait apparaître que le taux de cotisation devra progresser de plus de 50 % d'ici cette date, pour prendre en compte l'évolution démographique. Pour maintenir les comptes en équilibre, et ne pouvant toucher à l'âge de la retraite abaissé récemment, il préconise un allongement de la durée des cotisations, une indexation des pensions sur les prix, et non sur les salaires, et un calcul de la pension sur les 25 meilleurs années de revenu au lieu de 10,.

#### Réforme Balladur (1993)
En 1993, pour la première fois depuis le début de la Seconde Guerre mondiale, la masse salariale se contracte. Toutes les réformes du système de retraite avaient jusque-là contribué à améliorer les pensions. Le Premier ministre, Édouard Balladur, lance alors la première réforme qui inverse cette tendance. Les trois mesures prises ne touchent toutefois que le régime général des salariés du privé et s'imposent sans aucune agitation sociale :
- la durée de cotisation pour bénéficier d'une retraite à taux plein passe progressivement de 37,5 années à 40 années ;
- le salaire moyen de référence, base du calcul de la pension est calculé sur les 25 meilleures années et non plus sur les 10 meilleures ;
- la revalorisation de la pension se fera à partir de l'évolution des prix et non plus à partir de l'évolution générale des salaires.

La mise en œuvre des mesures de cette réforme est étalée entre 1994 et 2010.
Le plan Juppé de 1995 tente d'étendre ces mesures au secteur public, mais le Premier ministre renonce après plusieurs semaines de grève qui touchent les transports et les fonctionnaires.

#### Ajustements des cotisations et des droits (1993-1996)
Plusieurs mesures sont prises par les responsables paritaires des caisses complémentaires du régime général pour rétablir l'équilibre entre cotisations et pensions :
- en 1993, le taux de cotisation de l'ARRCO est relevé de 4 % à 6 % ;
- en 1994, l'AGIRC gèle la revalorisation du point de retraite ;
- en 1996, il est décidé que le nombre de points attribués par l'ARRCO et l'AGIRC diminuera chaque année entre 1996 à 2000.

#### Remise en cause du système
Les fragilités manifestes du système de répartition redonnent des arguments aux partisans du système de retraite par capitalisation, mais celui-ci n'est pas populaire car l'effondrement des systèmes basés sur l'épargne capitalisée après la Seconde Guerre mondiale a laissé des traces encore fraîches dans les esprits. Par contre, le patronat demande le relèvement de l'âge de la retraite et remet en cause les régimes spéciaux. L'Union européenne, qui a dès les années 1970 analysé les conséquences de l'évolution démographique (arrivée de générations creuses sur le marché du travail et départ à la retraite des générations du baby boom), préconise un allongement de la durée des cotisations et le développement des régimes complémentaires de retraite par capitalisation au niveau de l'entreprise, pour compenser la baisse des retraites de base.

#### Création du Fonds de réserve pour les retraites (1999)
La gauche, au pouvoir à partir de 1997, n'entreprend pas de vraie réforme à cause du répit accordé par une certaine croissance économique. La loi de financement de la Sécurité sociale de 1999 crée néanmoins un fonds d'investissement, dénommé Fonds de réserve pour les retraites (FRR). Ce dernier a pour mission d'engranger les surplus des années de forte croissance économique, de les mettre en réserve et les placer sur les marchés financiers, avec des règles de prudence renforcées par rapport à celles des fonds de pension, afin de combler les déficits en période de crise.

#### Réformes Fillon (2003) et Sarkozy (2008)
Les réformes de 2003 alignent en partie le secteur public sur le secteur privé tandis que celle de 2008 procède de même pour les régimes spéciaux :
- la durée de cotisation des fonctionnaires et des employés des collectivités locales est allongée de 37,5 ans à 40 ans ;
- une décote de 5 % par année manquante est appliquée à la pension versée à l'horizon 2015 (maximum 25 %) et une surcote de 3 % par année au-delà de l'année du taux plein.

En 2008, les régimes spéciaux sont à leur tour réformés :
- la durée de cotisation des régimes spéciaux est progressivement alignée sur celle du régime général.

Pour les régimes spéciaux, comme pour le secteur public, le salaire de référence pour le calcul des pensions reste les six derniers mois de revenus (au lieu des 25 meilleures années). Par ailleurs, un dispositif carrières longues est mis en place, malgré un désaccord sur cette mesure au sein du gouvernement. Ce dispositif non financé va peser sur le déficit au cours des années suivantes.

#### Réforme de 2010
La réforme de 2010 a les conséquences suivantes :
- le relèvement progressif de l'âge légal de départ à la retraite de 60 à 62 ans, ceci en six ans, à raison de quatre mois par an, à partir de 2011 ;
- à partir de 2016, le relèvement progressif de 65 à 67 ans de l'âge à partir duquel ne s'applique plus le mécanisme de décote (dans le cas où le salarié n'a pas cotisé le nombre de trimestres requis pour obtenir une retraite à taux plein). Un salarié du privé de 65 ans à qui il manque quatre années, car il n'a cotisé que 37 ans et demi, devra travailler deux ans de plus, jusqu'à 67 ans, ou subir une décote de 10 %[18].

#### Accords AGIRC-ARRCO de 2015
L'accord du 30 octobre 2015, défini par les partenaires sociaux gérant les régimes complémentaires AGIRC-ARRCO d'octobre 2015, pose les bases d'un régime unifié des deux régimes à compter du 1er janvier 2019, avec deux tranches de respectivement 6,2 % jusqu'au plafond de la Sécurité sociale et 17 % entre 1 et 8 plafonds SS. Les principales dispositions prises par ailleurs ont pour but d’améliorer nettement l'équilibre des comptes en augmentant le taux de cotisation et en réduisant les pensions. Le système de minoration/majoration mis en place et applicable pour les cotisants nés à partir de 1957 incite à prolonger leur activité au-delà du taux plein dans le régime général. Mais les mesures mises en place accroissent la complexité du système et sa lisibilité pour les futurs retraités.

#### Réforme de 2013
La principale mesure de la réforme de 2013 est l'allongement de la durée de cotisation à 172 trimestres, soit 43 ans pour les générations nées après 1973.

## Bilan des réformes passées et comparaisons internationales

### Bilan des réformes
Les quelques remarques suivantes peuvent être retenues parmi d'autres à l'issue des réformes entreprises au cours des dernières décennies :
- les réformes effectuées ont été essentiellement paramétriques, c'est-à-dire qu'elles ont consisté à faire évoluer les principaux paramètres — durée des cotisations, taux de cotisation, âge de départ de la retraite, mode d'indexation des pensions — pour tenter de maintenir les équilibres financiers. Mais il n'y a pas eu de réforme systémique visant à unifier les différents régimes[16] ;
- la mise en place d'un système de pilotage du système de retraite permettant d'anticiper les évolutions et de prendre les mesures appropriées a échoué malgré la création du Conseil d'orientation des retraites en 2003 et d'un Comité de suivi des retraites en 2014[16] ;
- les réformes ont permis de rapprocher les comptes de l'assurance vieillesse de l'équilibre et de diminuer le poids des retraites en part du PIB de 5 %. Dans le même temps, le déficit du Fonds de solidarité vieillesse (un système de solidarité hors champ du régime des retraites, financé par la CSG) tend à s'aggraver[16] ;
- les réformes sont intervenues tardivement, alors que la situation démographique et économique avait déjà dégradé la situation des comptes. Le retard des réformes a produit des déficits qui se sont accumulés et pèsent encore sur l'équilibre des comptes 2016 selon Libault en 2017[18]. Le COR fait au contraire état d'une situation patrimoniale nette du système de retraite obligatoire représentant 127,4 milliards d'euros, dont 36,4 milliards affectés au Fonds de réserve pour les retraites[21] ;
- bien que la situation ait été rétablie, la confiance des assurés dans le système de retraite s'est dégradée, d'autant plus que le discours de certains hommes politiques remettant en cause la réforme précédente pour justifier la réforme suivante a discrédité la démarche. Pourtant, toutes les réformes effectuées sont allées dans le même sens et constituent un enchaînement logique[18].

### Comparaisons internationales
Le système de retraite français est généralement nettement plus favorable envers les retraités que les autres systèmes de retraite des pays de l'OCDE. Toutefois, les réformes successives tendent à rapprocher ses caractéristiques de la moyenne de ces pays, :
- le taux de remplacement[Glossaire 1] projeté après réformes antérieures à 2017 place la France parmi les pays de l'OCDE ayant le taux le plus élevé avec l'Espagne et l'Italie. Il est à l'horizon 2060 de 74 % pour un salarié qui aurait pris sa retraite en 2018, après toute une carrière rémunérée au salaire moyen. Ce taux est en moyenne de 63 % parmi la quarantaine de pays de l’OCDE. Par contre, pour les bas salaires, la situation s'inverse, avec un taux de remplacement de 70 % contre une moyenne OCDE de 73 %. Ce taux tend à diminuer ;
- la durée de cotisation permettant de toucher une retraite à taux plein, qui est de 41 ans en France, est moins élevée que la moyenne des pays de l'OCDE (42 ans), mais les réformes passées ont nettement allongé cette valeur. Un salarié entrant sur le marché du travail en 2018 à l'âge de 22 ans devra partir en retraite à 66 ans pour toucher une retraite à taux plein (sans décote) ;
- l'âge effectif moyen[Glossaire 2] est le plus bas de tous les pays de l'OCDE (60,8 ans) avec la République slovaque. L'âge effectif moyen des pays de l'OCDE est de 64 ans. Cet écart est principalement dû au nombre de salariés bénéficiant des régimes spéciaux bénéficiant d'un âge de départ à la retraite anticipé ;
- depuis la réforme de 1993, la base de calcul des droits de la retraite repose sur les 25 meilleures années de salaires. Dans les autres pays de l'OCDE, la base de calcul est généralement l'ensemble des salaires (beaucoup moins favorable). Les régimes spéciaux et le régime des fonctionnaires en France prennent en compte les six derniers mois de salaire ;
- le régime de retraite français comporte des mécanismes de solidarité beaucoup plus favorables. Une période de 5 ans de chômage provoque une baisse de pension de 6 % alors qu'elle aurait dû être le double. Plusieurs dispositifs contribuent à une forte redistribution des pensions en faveur des personnes en situation de précarité, dont l'existence d'un minimum contributif (minimum de retraite pour un cotisant ayant effectué une carrière complète) ;
- le faible plancher d'heures permettant de valider un trimestre (150 heures) et de salaire (6 000 €) pour valider une année serait inférieur à celui en vigueur dans les autres pays[réf. nécessaire].

## Principales préconisations du rapport Delevoye (juillet 2019)
En préambule, Jean-Paul Delevoye définit dans quel contexte s'inscrit la réforme :
- le système actuel, basé sur des solidarités professionnelles (agriculteurs, indépendants, fonctionnaires, régimes spéciaux…), n'est pas adapté à l'évolution des secteurs d'activité ;
- le fonctionnement du système actuel est fortement dépendant des hypothèses de croissance économique et d'emploi qui pour différentes raisons sont difficilement prévisibles ;
- le vieillissement accéléré de la société et les tensions sociales alimentent un manque de confiance croissant vis à vis du système de retraite.

### Concertation et négociation
Durant une assez longue période, le commissaire chargé des retraites a discuté avec les syndicats, mais les articles parus après sa démission font plus état de concertation, d'entretiens que de vraies négociations. Certains dénoncent cette façon de procéder, qui aurait pour conséquence un amenuisement du rôle des syndicats.

### Uniformisation des modalités de cotisation et des prestations
Le système actuel caractérisé par des règles de constitution de droit à la retraite, variables d'un régime de retraite à l'autre, est remplacé par un système appliquant les mêmes règles à l'ensemble des cotisants et bénéficiaires, qu'ils soient salariés du privé, fonctionnaires, indépendants, agriculteurs, , etc. Les régimes spéciaux sont fermés.

### Application d'un système universel de calcul par points
Le calcul des droits s'effectue par un système de points déjà en vigueur pour les retraites complémentaires AGIRC-ARRCO, ERAFP ou IRCANTEC. Les droits ouverts découlent directement des cotisations versées. 1 € cotisé vaudra les mêmes droits pour tous. Il est proposé au démarrage du système que la valeur d'acquisition d'un point soit égal à 10 € de cotisations versées. La valeur de service, c'est-à-dire le montant de retraite annuel servi pour un point, pourrait être sur la base des hypothèses actuelles de 0,55 €. Le rendement d'équilibre du système serait fixé à 5,5 % : pour 100 € cotisés, une retraite de 5,5 € serait versée pendant toute la durée de la retraite. Les éléments de solidarité existant se matérialiseront dans le nouveau système par l'attribution de points, par exemple pour les périodes de congé maladie, congés maternité, invalidité ou de chômage indemnisés sur la base des revenus ou dans le cas du chômage de l'allocation chômage, :
- la valeur du point et son évolution est fixée par les partenaires sociaux, sous contrôle du gouvernement et validée par le Parlement ;
- la valeur des points ne sera pas valorisée en fonction de l'indice des prix, comme dans le système existant, mais en fonction d'un nouvel indice INSEE appelé "revenu moyen par tête", dont les modalités de calcul restent à définir. Celui-ci est censé être plus favorable que l'indice des prix ;
- après le départ à la retraite, le montant de celle-ci sera revalorisé en fonction de l'inflation comme dans l'existant. Le dispositif laisse la possibilité aux partenaires sociaux chargés de la gouvernance du système d'opter pour une indexation sur l'évolution des salaires.

Le système à points est différent du système des annuités qui est celui utilisé par exemple pour le régime de base actuel. Le montant de la pension versée se calcule de la manière suivante : salaire de référence revalorisé et plafonné × taux de liquidation × coefficient de proratisation :
- le salaire de référence est selon le régime de retraite la moyenne des 25 meilleures années (régime des salariés du privé) ou les six derniers mois (régimes spéciaux) ;
- le taux de liquidation est la proportion du salaire plafonné qui est reversée en pension. Dans le régime de base des salariés du privé, le taux est de 50 % et ne peut dépasser les 50 % du plafond de la Sécurité sociale en vigueur au jour de la liquidation de la retraite ;
- le coefficient de proratisation reflète la durée validée ramenée à la durée de référence pour le régime et la génération de l'assuré. C'est un coefficient qui prend au maximum la valeur 1 dans le cas où l'assuré dépend d'un seul régime et qu'il part à la retraite après avoir accumulé les annuités du taux plein.

### Assouplissement des conditions de départ en retraite
L'âge minimal légal de départ à la retraite reste fixé à 62 ans mais le départ à taux plein est repoussé de 62 à 64 ans. Entre ces deux âges le rendement du point de retraite est plus faible (-10 % à 62 ans, -5 % à 64 ans). L'âge du taux plein calculé pour la génération née en 1963 correspond à l'équilibre du système. Cet âge évoluera donc dans le futur en fonction de l'espérance de vie.
Pour les personnes ayant eu des carrières courtes ou hachées, l'âge du taux plein qui pouvait aller jusqu'à 67 ans est ramené à 64 ans.
Le départ à 60 ans pour carrière longue est maintenu.

### Mécanismes de solidarité
- Le minimum contributif (retraite minimum pour les cotisants au régime agricole et au régime général ayant une carrière complète) est relevé à 85 % du SMIC net. En 2019 ce taux est fixé à 81 % pour les salariés et à 75 % pour les agriculteurs.
- Une majoration de 5 % est appliquée dès le premier enfant, au lieu de s'appliquer uniquement aux parents de trois enfants et plus, qui verront mécaniquement leur majoration de 10 % diminuer.
- En contrepartie, l'allongement de la durée d'assurance de 8 trimestres par enfant (secteur privé) ou de 2 à 4 trimestres par enfant (secteur public) disparait[28].
- Le dispositif de réversion[Glossaire 3] garantit 70 % de la retraite du couple. Il remplacerait des taux très variables selon les régimes avec des conditions de ressources, d'âge ou de non remariage qui ne seraient pas reconduits : 50 % de la pension du disparu dans la fonction publique, 54 % dans le privé et 60 % pour les complémentaires AGIRC-ARRCO. Les nouvelles dispositions s'appliqueront aux personnes arrivant à la retraite à compter du 1er janvier 2025[29].
- Le dispositif mis en place pour prendre en compte la pénibilité - le compte professionnel de prévention (C2P) - est ouvert aux fonctionnaires et aux salariés des régimes spéciaux qui en étaient exclus jusque là. Ils doivent remplacer les dispositifs de départ anticipés à la retraite existants[30].

### Mécanismes d'équilibrage des comptes et le problème du paritarisme
Selon une « règle d'or », le système doit être en équilibre durant une période quinquennale. À cette fin, il est prévu un système automatique, basé notamment sur l'espérance de vie. Plus cette dernière s'accroît, plus l'âge du taux plein progresse. Il est prévu que les partenaires sociaux participent à la fixation de l'âge d'équilibre, du taux de cotisation et de la valeur des points. Selon un article d'Alternatives Économiques, le gouvernement pourrait in fine réduire « les syndicats à un rôle consultatif. », la mesure s'inscrivant alors dans un mouvement général de passage de l'ensemble de la protection sociale française d'un système bismarckien, paritaire et fondé sur l'assurance à un système beveridgien, étatique.

### Réorganisation des organismes de retraite autour d'une caisse nationale
Le rapport de Jean-Paul Delevoye propose de créer une Caisse nationale de retraite universelle dont le rôle sera de gérer l'ensemble du système de retraite. Cet établissement public sera créé dès le vote de la loi (projeté en 2020) et aura pour rôle dans un premier temps de piloter le chantier chargé d'aboutir à la mise en place du régime universel. À compter du 1er janvier 2025, la caisse nationale se substituera aux caisses nationales gérant la retraite des assurés (CNAV, AGIRC-ARRCO, IRCANTEC, CNAVPL). Les organismes gestionnaires (caisses ou établissements publics), qui assurent la couverture d'autres risques sociaux, seront conservés mais fonctionneront dans le cadre d'une délégation de gestion, aux modalités négociées avec la caisse nationale. Un réseau unifié de structures territoriales piloté au niveau national, se substituant aux caisses d’assurance retraite du régime général (CARSAT) et aux entités rattachées à l’AGIRC-ARRCO (institutions de retraite complémentaires ainsi que les centres d’information conseil et accueil de salariés ou CICAS) sera mis en place à l'échéance 2030.

### Application progressive de la réforme
La transition vers le nouveau système de retraite doit être progressive. Le système universel s'appliquera au plus tôt aux personnes nées en 1963. Toutefois, le volet financier, avec la fixation d'un âge minimum pour bénéficier d'une retraite à taux plein, est prévu pour s'appliquer dès 2022. Les droits acquis au 1er janvier 2025 seront garantis à 100%. Ils seront comptabilisés selon les règles des anciens régimes et transformés en points à l'euro près.

### Régimes spéciaux
Selon le gouvernement, les régimes spéciaux représentent un problème majeur. Toutefois, ils ne concernent qu'une petite partie de la population (moins de 4 %).
La réforme appliquée sans aménagement remet en question les avantages dont bénéficiaient deux catégories de cotisants : les adhérents des régimes spéciaux (SNCF, RATP, Banque de France, EDF…) et les fonctionnaires.

#### Cas des régimes spéciauxstricto sensu
Les régimes spéciaux, au sens strict, regroupent 11 caisses de retraite, dont les plus connues sont celles de la SNCF, de la RATP, d'EDF/GDF (industries électriques et gazières) et de la Banque de France. Ils gèrent 1,1 million de retraités et environ moitié moins de cotisants. Les spécificités de ces régimes sont : un âge de départ à la retraite plus précoce (âge constaté en 2019 : 55,7 ans à la RATP, 56,9 ans à la SNCF, 57,7 ans à EDF/GDF contre 63 ans pour les salariés du régime général) et un mode de calcul des retraites beaucoup plus généreux (notamment l'utilisation comme base de calcul des pensions des 6 derniers mois au lieu des 25 meilleures années), qui transparait à travers un montant moyen de retraite de 2 160 € (contre 1 260 € pour les salariés du régime général), à minorer toutefois compte tenu d'une qualification moyenne supérieure. Ces prestations supérieures ne sont pas équilibrées par les cotisations ce qui engendre un déficit important de ces régimes. Ces régimes souffrent par ailleurs d'un déséquilibre démographique important (SNCF : 0,55 actif pour 1 retraité, alors que la moyenne française est de 1,7 actif pour un retraité), déséquilibre qui lui-même engendre un déficit supplémentaire. Ces deux déficits sont comblés par l'État (donc payés par les impôts et taxes). Par exemple, dans le cas du régime de retraite de la SNCF, le déficit annuel était de 2,2 milliards € au titre du déséquilibre démographique et de 1,1 milliard € au titre des prestations non compensées par des cotisations.

#### Régimes des fonctionnaires
Les fonctionnaires (5,5 millions de personnes sur les 25 millions de cotisants) disposent également de régimes spéciaux dans la mesure où les cotisations sont très loin de couvrir les dépenses, sans pour autant qu'il y ait de déséquilibre démographique dans cette branche : les dépenses de leurs régimes de retraite représentent 32,3 % des dépenses de l'ensemble des régimes de base des Français alors qu'elles ne couvrent que 14,6 % des pensions servies. Trois régimes sont concernés : celui des fonctionnaires civils et militaires de l’État, le régime des agents des fonctions publiques territoriale et hospitalière et celui des ouvriers d’État. Le passage au régime à points soulève des problèmes particuliers du fait du caractère hétérogène du mode de rémunération de cette catégorie de la population. Une majorité de fonctionnaires reçoit un complément de salaire qui prend la forme de primes et qui est exclu du calcul de la cotisation de la retraite de base. Depuis la réforme de 2003, les fonctionnaires disposent d'un système de retraite complémentaire alimenté par des cotisations basées sur ces primes. Celles-ci sont particulièrement élevées dans certains corps de métier (policiers, hauts fonctionnaires, diplomates). Mais les enseignants (870 000 cotisants) et les infirmiers ne touchent pas de primes, ce qui les pénalisera dans le cadre de la réforme.

## Réforme après l'intervention du Premier ministre du 11 décembre 2019

### Grands points de l'intervention
Le Premier ministre, Édouard Philippe, confirme le 11 décembre 2019 les grands principes de la réforme avec des aménagements parfois importants sur les dates d'application et certaines précisions sur la prise en charge des fonctionnaires et des régimes spéciaux. Il charge une nouvelle gouvernance, comprenant les partenaires sociaux et qui devra être désignée d'ici le premier janvier 2021, de définir les conditions de retour à l'équilibre des comptes de l'assurance vieillesse sous cinq ans.
Autres points importants de l'intervention du Premier ministre :
- L'âge légal reste fixé à 62 ans mais l'âge pivot, celui où on peut bénéficier d'une retraite pleine, est porté à 64 ans ;
- Fin progressive des régimes spéciaux ;
- La valeur du point sera fixée par les partenaires sociaux et le parlement ;
- La génération 2004 sera la première à intégrer le nouveau système.

Le Premier ministre évoque également des mesures catégorielles, majoration de 5 % par enfant pour les femmes et de 2 % pour les familles de plus de trois enfants, sanctuarisation de la retraite des enseignants, et pension minimum de 1000 euros pour une personne ayant effectué une carrière complète au SMIC.

### Question du retour à l'équilibre des comptes
Pour le président de la République Emmanuel Macron, l'objectif de la réforme est de simplifier, rendre plus juste et plus lisible le système actuel (dispersé entre 42 régimes de retraite organisés par professions et comprenant les régimes spéciaux). La réforme n'a pas pour objectif de faire des économies par des mesures comme le recul de l'âge de la retraite, ou de nouvelles incitations à travailler plus longtemps.
Le Premier ministre, Édouard Philippe, ajoute à ces objectifs le retour à l'équilibre en 2025 des comptes du système de retraite, à la grande contrariété des concepteurs de la réforme qui ne souhaitent pas discréditer celle-ci en donnant l'impression aux Français que son objectif est de faire des économies à leur détriment. D'autant que selon le Conseil d'orientation des retraites, les dépenses de retraite ne sont plus sur une dynamique non contrôlée, aussi bien à 10 ans qu'à 50 ans, grâce aux réformes passées, tout en maintenant la part des dépenses de retraite à 13,8 % du PIB jusqu'à 2030.

### Question du recul de l'âge de départ de la retraite
Édouard Philippe a finalement retenu l'instauration d'un âge pivot à 64 ans. Cette mesure s'appliquerait en intégralité en 2027, avec une mise en œuvre progressive à partir de 2022 (proposition) au lieu de 2025 avancé par le rapport Delevoye,. La CFDT, le seul syndicat important soutenant initialement la réforme, est fermement opposée à une décision consistant à repousser à 64 ans, pour tous les cotisants, un âge de départ avec le taux plein (« âge-pivot » ou « âge d'équilibre ») au lieu des 62 ans actuels. Rappelons que pour les cotisants du régime général, le report progressif de l'âge de départ à la retraite est déjà programmé dans le système actuel à travers des mesures allongeant progressivement la durée des cotisations. Hors régimes spéciaux et fonctionnaires, l'âge effectif de départ moyen à la retraite des cotisants du régime de base est d'ores et déjà de 63 ans (mais ceux-ci ne partent pas forcément avec un taux plein).

### Utilisation des réserves
Certains régimes de retraite ont constitué des réserves. C'est le cas en particulier du régime des professions libérales qui bénéficie d'un ratio cotisants/retraités très favorable. L'utilisation de ces réserves dans le cadre d'un régime universel fait l'objet de controverses. Le rapport Delevoye prévoyait d'utiliser en partie ces réserves pour combler les déficits du régime universel, au grand mécontentement de certains représentants des régimes bénéficiaires. Édouard Philippe s'est engagé le 11 décembre 2019 à ce que les réserves excédentaires soient utilisées pour accompagner la transition vers le nouveau système des professions concernées en citant le cas des auxiliaires médicaux, des avocats ou des médecins.

### Impact de la réforme et adaptations annoncées pour les régimes spéciaux
La réforme en cours devrait gommer le déficit dû au déséquilibre démographique des régimes spéciaux, puisque celui-ci serait noyé dans le régime général. Mais la réforme aura également pour effet de normaliser les conditions de calcul de la pension dont bénéficiaient jusque-là les fonctionnaires et les personnes adhérentes aux régimes spéciaux. L'intégration dans un système universel implique théoriquement pour les personnes concernées une perte de revenus. Aucune trajectoire précise (compensation financière…) n'a été définie de manière détaillée et la transition entre les deux systèmes s'annonce complexe. Un certain nombre de mesures ont toutefois été annoncées par Édouard Philippe le 11 décembre 2019 :
- le nouveau système ne concerne pas les adhérents des régimes spéciaux partant à la retraite avant 2037 ;
- des mesures seront prises pour ne pas léser les fonctionnaires qui commenceront à prendre leur retraite à compter de 2037 ;
- dérogations sur l'âge de départ à taux plein pour des professions dangereuses : pompiers, policiers, militaires, gendarmes ;
- revalorisation des salaires des enseignants et des infirmiers pour prendre en compte l'absence de primes.

### Modalités d'application
La phase de transition vers le nouveau système a été considérablement allongée par rapport aux préconisations du rapport Delevoye :
- la réforme ne s'appliquera que pour les cotisants nés en 1975 et après (au lieu de 1963). Les personnes nées avant cette date (départ à la retraite en 2037) ne sont pas concernées par la refonte, à l'exception de la mise en place d'un âge pivot, qui modifie la date où la retraite à taux plein peut être prise ;
- pour ceux qui prendront leur retraite après 2037, les années travaillées avant 2025 se verront appliquer les règles du système actuel, tandis que les années postérieures seront traitées selon les nouvelles règles ;
- la première génération qui cotisera en appliquant le régime universel est celle qui entrera sur le marché du travail en 2022 (personnes nées en 2004). La transition vers le régime universel s'achèvera donc autour des années 2065-2070 ;
- jusqu'en 2037, les personnes attachées à des régimes spéciaux pourront continuer à prendre leur retraite de manière anticipée selon les règles de leur régime d'origine.

## Origine, évolution et chronologie de la réforme de 2019

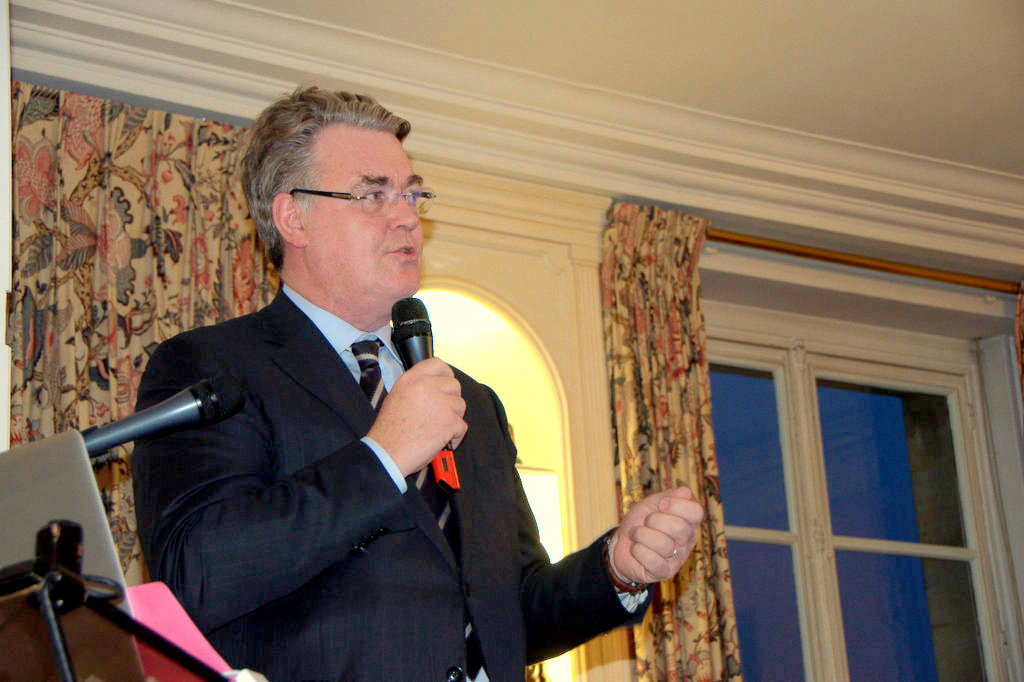
Jean-Paul Delevoye chargé en 2017 de mener à bien la réforme des retraites. Il démissionne en 2019.

### Chronologie du projet de 2017 à 2019
Inscrit dans le programme électoral de 2017 du président de la République française Emmanuel Macron, le chantier est engagé avec la nomination en septembre 2017 de Jean-Paul Delevoye comme haut-commissaire à la réforme des retraites. En janvier 2018, le président Macron demande que l'ensemble des textes de la réforme des retraites soit finalisé d'ici l'été 2019.
Sur la base d'un rapport intitulé Vers un système universel de retraite, principaux constats sur le système actuel, enjeux du système cible, Delevoye entame le 16 avril 2018 un cycle de consultation des représentants des syndicats et du patronat (phase 1 du projet)Une ébauche du nouveau système est présentée au partenaires sociaux le 10 octobre 2018. Le calendrier de concertation sur la réforme du système de retraite prévoit deux réunions, avec chaque organisation syndicale, pour chacun des 6 thèmes (blocs) définis au cours de l'été et de l'automne 2018;
- bloc 1 : conditions d'ouverture des droits à la retraite;
- bloc 3 : construction d'un système pérenne (gouvernance, organisation, pilotage etc.);
- bloc 4 : construction d'un système universel
- bloc 5 : construction d'un système redistributif et solidaire;
- bloc 6 : construction d'un système tenant compte de l'évolution de la société (égalité hommes-femmes notamment)

Une deuxième phase (phase 2) de concertation avec les partenaires sociaux et les experts se déroule au cours du premier semestre 2019. Le rapport final est remis au premier ministre le 18 juillet 2019.
Dans le cadre de la phase 3, il est prévu que le rapport Delevoye doit inspirer un projet de loi qui doit être soumis à l'Assemblée nationale janvier 2020 et soumise au parlement en mars 2020.

### Rapport du Conseil d'orientation des retraites de novembre 2019
Le rapport Delevoye préconise que les comptes du régime de retraite soient en équilibre en 2025 au démarrage du nouveau système. Pour déterminer les conséquences de ce choix, le Premier ministre Édouard Philippe demande début septembre 2019 au Conseil d'orientation des retraites (COR) de mesurer l'évolution des comptes entre aujourd'hui et 2030. Selon ce rapport, les comptes qui sont proches de l'équilibre en 2018 (déficit de 2,9 milliards €) devraient progressivement se dégrader jusqu'à un montant plafond en 2030 compris entre 7,9 et 17,2 milliards €. Le rapport du COR précise que tout en indiquant les mesures envisageables pour un retour à l'équilibre, tous les membres du Conseil ne préconisent pas pour autant d'effectuer cette opération, ni ne sont d'accord sur les mesures à prendre dans le cas où elle serait réalisée,.

### 5 décembre 2019: début de grève à la RATP et à la SNCF
La réforme du système de retraite entraîne une forte mobilisation autour de plusieurs thèmes :
- le refus du système à points considéré comme injuste ;
- le refus du report de l'âge de la retraite à taux plein de 62 à 64 ans ;
- la remise en cause des conditions de calcul des droits de retraite des bénéficiaires des régimes spéciaux (RATP, SNCF…) et des fonctionnaires, en particulier des enseignants et des infirmiers.

En décembre, l’exécutif doit faire face à une forte contestation de son projet de réforme des retraites, avec une forte mobilisation syndicale le 5 décembre et les jours suivants.

### Intervention du Premier ministre du 11 décembre 2019
Un grand nombre de précisions concernant l'entrée en vigueur de la réforme, l'utilisation des réserves de certains régimes et l'âge pivot sont apportées (voir section plus haut).

### Négociations catégorielles et ambiguïtés du terme «universel»
Si le gouvernement se montre ferme sur la question de bâtir un régime universel, néanmoins à travers les négociations qu'il mène à partir de décembre 2019 avec diverses catégories, police, pilotes de ligne et personnels navigants, marins pêcheurs, routiers, etc., de multiples dérogations à l'universalité semblent se dessiner.
Ces négociations mettent à jour l'ambiguïté du terme universel dans la dénomination « régime universel ». En effet, universel veut dire que le régime s'applique à tous et pas que les règles sont les mêmes pour tous. Pour Michel Borgetto, directeur de la Revue de droit sanitaire et social, il est possible malgré tout de « se demander si la construction d'un système comportant autant d'exceptions a encore un sens au regard des objectifs censés le justifier… ». Par ailleurs dans cette optique, « l'objectif de simplification est perdu de vue ».

### Proposition de la CFDT d'une conférence de financement du 5 janvier
Le 5 janvier la CFDT propose la tenue d'une conférence de financement. Cette proposition est qualifiée de bonne idée par le premier ministre mais provoque un fort scepticisme du côté de la CGT et de la CFE-CGC. Christian Eckert, ancien secrétaire d’État aux finances, a peu de temps auparavant remarqué dans le journal Le Monde qu'« aucune des mesures proposées n'est chiffrée, aucun tableau d'équilibre n'est fourni, aucun simulateur précis n'existe ». Début janvier tout ce qu'on sait, c'est qu'il y aura un déficit, selon l'estimation du COR, de 8 à 17 milliards à l'horizon 2025.

### Lettre du Premier ministre du 11 janvier 2020
Dans une lettre adressée aux organisations syndicales le 11 janvier 2020, le Premier ministre annonce « retirer du projet de loi la mesure de court terme consistant à converger progressivement à partir de 2022 vers un âge d'équilibre à 64 ans en 2027 ». Une conférence sur l'équilibre et le financement des retraites doit proposer des mesures pour atteindre l'équilibre en 2027, sans baisser les retraites et sans augmenter le coût du travail. Si une solution est trouvée avant fin avril, cet accord sera transcrit en loi par ordonnance. Si ce n'est pas le cas, le gouvernement prendra ses responsabilités. Laurent Berger de la CFDT se félicite de cette avancée, tandis que Les Républicains voient cette mesure comme un abandon de la réforme.

### Conseil des ministres du 24 janvier 2020 et avis critique du Conseil d'État
Le texte est présenté en Conseil des ministres le 24 janvier 2020.
Le Conseil d'État se prononce particulièrement critique à l’égard du texte,. Il rejette l'engagement à faire voter une revalorisation des salaires pour les enseignants, se plaint du temps très court que lui a laissé le gouvernement pour étudier le projet de loi, et souligne le risque juridique lié à la nécessité de publier 29 ordonnances, dont certaines auront des conséquences sur la structure même du nouveau système. Le Conseil d’État relève par ailleurs une entorse majeure au principe d'égalité dans le régime complémentaire des navigants aériens et recommande à l'État une grande vigilance sur ce point. Enfin, il remarque que l'on ne va pas vers « un régime universel de retraite », mais vers « un système universel par points » comportant cinq régimes différents de sorte que le slogan « chaque euro cotisé ouvre les mêmes droits pour tous […] reflète imparfaitement la complexité et la diversité des règles de cotisation ou d'ouverture des droits ».

### Examen du texte à l'Assemblée nationale en première lecture (janvier à mars 2020)
Deux textes sont présentés au Parlement : un projet de loi ordinaire et un projet de loi organique.
Le projet de loi ordinaire instituant un système universel de retraite (PJL SUR) est présenté en première lecture à l’Assemblée nationale, et est examiné par une commission spéciale. Il fait l'objet d’une procédure accélérée. Le groupe La France insoumise choisit une stratégie d'obstruction, et dépose environ 19 000 amendements, dont la plupart cosmétiques ou visant à une suppression de parties du texte. Les autres groupes déposent environ 2 500 amendements. La commission spéciale ne parvenant pas à examiner dans les délais l'ensemble des amendements prévus, le texte présenté en séance plénière à l'Assemblée le 17 février 2020 est la version initiale du gouvernement. Il s'agit de la première fois depuis la révision constitutionnelle de 2008 qu'une commission ne finit pas l’examen d’un texte avant son arrivée dans l'hémicycle.
La stratégie d’obstruction se poursuit au cours de l’examen en séance plénière, et aboutit au dépôt de plus de 36 000 amendements par les seuls groupes La France insoumise et Gauche démocrate et républicaine. Le projet de loi devient le second texte sous la cinquième république en nombre d'amendement déposé, derrière la loi sur l'énergie de 2006,.
| La France insoumise | Gauche démocrate et républicaine | Les Républicains | Groupe socialistes et apparentés | UDI, Agir et indépendants | Mouvement démocrate et apparentés | Non-inscrits |
| ------------------- | -------------------------------- | ---------------- | -------------------------------- | ------------------------- | --------------------------------- | ------------ |
| 23 147              | 13 031                           | 2 296            | 724                              | 603                       | 122                               | 69           |

L’examen du texte est lent, et le premier article n’est adopté qu’après 70 h de débats. Le gouvernement et la majorité envisagent le recours au troisième alinéa de l’article 49 de la Constitution (« 49.3 ») face à l’obstruction, tandis que les oppositions font valoir que, malgré le nombre élevé d’amendements cosmétiques, les débats portent sur le fond et sont complexes[réf. souhaitée].
Le 29 février 2020, le Premier ministre engage la responsabilité du gouvernement sur le projet de loi devant l’Assemblée nationale en application du troisième alinéa de l’article 49 de la Constitution, ce qui permet une adoption du texte sans vote et sans poursuite de l’examen des amendements, sauf en cas de vote d’une motion de censure contre le gouvernement. Deux motions de censure sont déposées, l’une à l’initiative des Républicains, l’autre commune aux partis de gauche socialiste et communiste (PS, PCF et LFI). Les députés du Rassemblement national votent la motion de censure de gauche, mais pas celle de droite. Conformément aux anticipations, les deux motions sont rejetées avec plus de cent voix d’écart, ce qui conduit à l’adoption du texte en première lecture.
Le 16 mars 2020, Emmanuel Macron déclare la suspension de toutes les réformes à commencer par la réforme des retraites, lorsqu'il annonce les mesures de confinement faisant suite à la pandémie de COVID-19.
Le 14 octobre 2020, le Sénat tente de rouvrir le sujet de cette réforme, via le vote d'un amendement proposant de repousser l'âge légal de départ à la retraite jusqu'à 63 ans en 2025, mais aussi d'accélérer l'allongement de la durée de cotisations pour atteindre 43 annuités dès la génération 1965,.

## Accueil de la proposition de réforme

### Position des partis et mouvements syndicaux sur les grands traits (régime par points universel et âge pivot)

#### Position des syndicats
Les syndicats CFDT, CFTC et UNSA sont initialement favorables, sous certaines conditions, à l'instauration du système universel. Ils sont, par contre, opposés à des mesures d'économie préalable à l'entrée en vigueur de la réforme. La CGT, FO, SUD et la CFE-CGC sont opposés au principe de la création d'un système universel à points. À la suite de la confirmation par le Premier ministre le 11 décembre de l'âge pivot de 64 ans pour disposer des droits pleins avant le départ à la retraite, les trois syndicats CFDT, CFTC et UNSA décident de rejoindre le mouvement d'opposition à la réforme.
| Date    | Régime universel par points | Âge pivot 64 ans |
| ------- | --------------------------- | ---------------- |
| CFDT    | Oui avec conditions         | Non              |
| CFTC    | Oui avec conditions         | Non              |
| UNSA    | Oui avec conditions         | Non              |
| CGT     | Non                         | Non              |
| FO      | Non                         | Non              |
| SUD     | Non                         | Non              |
| CFE-CGC | Non                         | Non              |
| CNT-f   | Non                         | Non              |

#### Position des mouvements politiques
À l'exception de La République en marche et du MoDem, les mouvements politiques sont opposés à la réforme proposée, mais divergent sur les propositions. La France insoumise est opposée au système de retraite par points et propose un âge de départ à la retraite de 60 ans en carrière complète, avec un plancher des pensions au niveau du SMIC, financé par une hausse des salaires. Les Républicains dénonce « un projet flou sans ligne directrice » et propose de relever l'âge légal à 64 ans, de supprimer les régimes spéciaux, d'aligner le public et le privé en refusant toute hausse des cotisations ou baisse des pensions. Le Rassemblement national demande un référendum et se dit favorable à un âge légal à 60 ans, tout en n'excluant pas « si besoin » d'organiser un référendum pour travailler « un ou deux ans de plus ». Europe Écologie Les Verts est également défavorable à la réforme et souhaite un âge légal fixé à 62 ans, prenant en compte la pénibilité et les années d'études. Le Parti socialiste ne présente pas de contre-projet mais défend la réforme de 2013 dite « Touraine », qui prévoit l'allongement de la durée de la cotisation, et souhaite la prise en compte de la pénibilité.

### Positions d'économistes
En février 2020, Henri Sterdyniak publie une tribune dans Le Monde dans laquelle il analyse que « même le cas type, présenté dans l’étude d’impact [du projet de réforme des retraites d'Emmanuel Macron], indique que le pouvoir d’achat de la pension des enseignants connaîtra une forte baisse ».

### Sondages d'opinion sur la réforme
Plusieurs instituts de sondages réalisent des enquêtes sur la perception de la réforme par la population.
| Date     | Très favorable | Assez favorable | Indécis Sans opinion | Assez opposé | Très opposé |    | Favorable | Opposé |
| -------- | -------------- | --------------- | -------------------- | ------------ | ----------- | -- | --------- | ------ |
| 4/07/19  | 6              | 21              | 25                   | 23           | 24          |    | 27        | 47     |
| 5/09/19  | 8              | 25              | 22                   | 20           | 24          | 33 | 44        |        |
| 3/10/19  | 8              | 24              | 24                   | 20           | 23          | 32 | 43        |        |
| 7/11/19  | 7              | 22              | 23                   | 21           | 26          | 29 | 47        |        |
| 11/12/19 | 13             | 37              | 1                    | 31           | 18          | 50 | 49        |        |
| 18/12/19 | 11             | 32              | 0                    | 31           | 26          | 43 | 57        |        |
| 05/01/20 | 12             | 34              | 1                    | 29           | 24          | 46 | 53        |        |
| 15/01/20 | 9              | 34              | 1                    | 31           | 25          | 43 | 56        |        |

| Date     | Le maintenir en l'état | Le modifier en profondeur | Le retirer | Sans opinion |
| -------- | ---------------------- | ------------------------- | ---------- | ------------ |
| 18/12/19 | 26                     | 49                        | 24         | 1            |
| 05/01/20 | 25                     | 49                        | 25         | 1            |

Selon les études menées par Elabe, les craintes anticipées par les Français du fait de la réforme sont un départ en retraite plus tardif et des pensions moins élevées,. À 61 %, ils considèrent également que la période de concertation n'est pas utile car « tout est déjà décidé ». Les opportunités perçues du fait de la réforme sont plus hétérogènes. Une majorité considère que le système actuel n'est pas soutenable financièrement et est favorable au principe d'un système universel de retraite par point.
Après le discours d'Édouard Philippe le 11 décembre, Elabe mesure un accueil globalement bon du contenu de la réforme, à l'exception de l'âge pivot à 64 ans. Une majorité de Français continue également à craindre une baisse des pensions dans le futur régime. Analysant les réponses au sondage par les différentes tranches d'âge, le Huffington Post note que seuls les plus de 65 ans soutiennent majoritairement la réforme des retraites, ce qui fait dire au site que ceux qui soutiennent la réforme sont ceux qui ne la subiront pas.
Une enquête réalisée début janvier 2020 montre une nette différence de perception entre certaines mesures phares de la réforme, la suppression des régimes spéciaux étant largement approuvée tandis que la mise en place d'un âge pivot à 64 ans est rejetée dans les mêmes proportions. Les concessions accordées à certaines professions au cours des négociations sont jugées justifiées bien que dénaturant le projet initial. La décision d’Édouard Philippe de retirer provisoirement l’âge pivot (jusqu’en 2027) et de demander un accord respectant ses conditions entre les organisations syndicales et patronales est considéré à 60 % comme une bonne décision. Les Français sont partagés sur sa portée : 40 % estime qu'il s'agit d'un geste insuffisant, 36 % un signe d'ouverture et 24 % un recul.
Un sondage publié le 22 janvier mesure un soutien de 61 % à l'idée que la réforme devrait être retirée.
| Date     | Le conserve | Le modifie un peu | Le modifie fortement | L'annule |
| -------- | ----------- | ----------------- | -------------------- | -------- |
| 29/11/19 | 13          | 37                | 31                   | 19       |
| 4/12/19  | 11          | 33                | 33                   | 23       |
| 8/12/19  | 13          | 36                | 29                   | 22       |
| 11/12/19 | 19          | 36                | 27                   | 18       |
| 16/12/19 | 12          | 37                | 26                   | 25       |
| 19/12/19 | 13          | 37                | 30                   | 20       |
| 6/01/20  | 12          | 37                | 29                   | 22       |
| 13/01/20 | 12          | 35                | 26                   | 27       |

Après le discours d'Édouard Philippe le 11 décembre, Harris interactive mesure un accueil globalement bon du contenu de la réforme, les avis étant plus mitigés sur la date d'entrée du nouveau régime et la gestion du système par les partenaires sociaux et négatifs pour la mise en place d'un âge pivot. Une majorité (entre 55 et 57 %) considère également que le nouveau système ne sera pas juste, que son avenir n'est pas garanti et qu'il n'est pas facilement compréhensible. Une nouvelle étude réalisée le 6 janvier 2020 montre que l'opposition à la réforme se focalise sur la question de l'âge pivot, les autres mesures testées bénéficiant d'un jugement favorable.
| Date     | Oui tout à fait | Oui plutôt | Non plutôt pas | Non pas du tout |    | Oui | Non |
| -------- | --------------- | ---------- | -------------- | --------------- | -- | --- | --- |
| 20/11/19 | 20              | 27         | 31             | 22              |    | 47  | 53  |
| 27/11/19 | 20              | 26         | 30             | 24              | 46 | 54  |     |
| 19/12/19 | 19              | 22         | 28             | 31              | 41 | 59  |     |
| 3/01/20  | 18              | 27         | 26             | 29              | 45 | 55  |     |
| 10/01/20 | 17              | 26         | 27             | 30              | 43 | 57  |     |

Différentes enquêtes menées par l'Ifop en novembre et décembre 2019 mesurent l'adhésion des Français à l'idée de la nécessité de réformer le système des retraites, une large majorité estimant que le gouvernement mènera son projet sans céder aux manifestations et aux grèves,, bien qu'une courte majorité ne le souhaite pas et qu'environ deux-tiers des personnes interrogées ne fassent pas confiance au Président et au gouvernement sur ce sujet. Interrogés sur le contenu de la réforme, les répondants sont favorables à la garantie d'une retraite minimum de 1 000 € pour les carrières complètes (75 %), à la suppression des régimes spéciaux (65 %) et à des exceptions pour les policiers, gendarmes et militaires (60 %). Ils sont opposés à l'entrée en vigueur de la réforme en 2025 pour les actifs du régime général nés après 1975 (54 %) et à la création d'un âge d'équilibre à 64 ans (63 %).
Une étude Ifop, menée les 11 et 12 février 2020, mesure que 67 % des Français souhaitent un référendum sur la réforme et que 56 % voteraient contre le texte proposé par le gouvernement.
Selon un sondage Ipsos réalisé les 6 et 7 janvier 2020, 45 % des Français estiment que le projet de réforme des retraites permettra d’aboutir à un système plus juste qu’actuellement, mais seuls 9 % pensent qu'ils seront personnellement gagnants. Le concept d'âge d'équilibre est rejeté par 65 % tandis que 74 % estiment que la réforme ne prend pas suffisamment en compte la question de la pénibilité.
| Date     | Maintien sans changement | Renonce à l'âge pivot | Renonce à sa réforme | Sans opinion |
| -------- | ------------------------ | --------------------- | -------------------- | ------------ |
| 19/12/19 | 23                       | 42                    | 35                   | 0            |
| 3/01/20  | 24                       | 46                    | 29                   | 1            |

Selon une enquête réalisée par Odoxa le 28 novembre 2019, la fin des régimes spéciaux de la fonction publique serait favorablement accueillie. Une autre enquête, réalisée après les annonces d'Édouard Philippe le 11 décembre, mesure un rejet pour certains (mise en place de la réforme uniquement pour les générations à partir de 1975 et transition longue accordée aux régimes spéciaux), un accueil mitigé pour d'autres (âge d'équilibre à 64 ans et système par points) et, un soutien à certains aspects de la réforme pour d'autres (pension minimale de 1 000 €, sur-cotisation des plus hauts revenus, suppression des régimes spéciaux). La même enquête montre également la crainte des Français, toutes catégories confondues, d'être perdants dans le futur système. Un sondage publié le 8 janvier 2020 mesure un soutien de 61 % à l'idée « qu'il faut retirer [l']âge pivot de 64 ans pour satisfaire la CFDT et sortir du conflit », tandis que 53 % estiment que les spécificités dans le futur régime universel sont « une bonne chose parce qu’il est normal de tenir compte des spécificités de certaines professions », ce qui est incompatible avec le terme "universel" du projet de loi.
| Date     | Tout à fait favorable | Plutôt favorable | Ne connait pas assez NSP | Plutôt opposé | Tout à fait opposé |    | Favorable | Opposé |
| -------- | --------------------- | ---------------- | ------------------------ | ------------- | ------------------ | -- | --------- | ------ |
| 27/11/19 | 11                    | 24               | 24                       | 16            | 25                 |    | 35        | 41     |
| 5/12/19  | 13                    | 25               | 20                       | 21            | 21                 | 38 | 42        |        |
| 12/12/19 | 15                    | 24               | 18                       | 20            | 23                 | 39 | 43        |        |
| 17/12/19 | 16                    | 27               | 15                       | 16            | 26                 | 43 | 42        |        |